# Marco Fabián
Marco Jhonfai Fabián de la Mora (Zapopan, 1989. július 21. –) a mexikói válogatott olimpiai bajnok labdarúgója, 2019-től az amerikai Philadelphia Union játékosa. Tagja volt annak a csapatnak, amely Mexikó történetének 13. olimpiai aranyérmét szerezte.

## Pályafutása

### Klubcsapatokban
Első felnőtt mérkőzésén 2007. november 10-én lépett pályára a Guadalajara színeiben. 2014-ben tett egy kitérőt a Cruz Azulban, de aztán visszatért a Guadalajarához. 2015 decemberében 4 millió dollárért a német Eintracht Frankfurthoz igazolt, ahol a 10-es mezszámot kapta.

### A válogatottban
A válogatottban először 21 évesen, 2012. január 25-én lépett pályára egy Venezuela elleni barátságos mérkőzésen. Később szerepelt, sőt, három gólt is lőtt a 2013-as CONCACAF-aranykupán, ahol Mexikó bronzérmet szerzett, majd a 2014-es világbajnokság három csoportmérkőzésén is lehetőséghez jutott.

#### Mérkőzései a válogatottban
| Mexikó | Mexikó               | Mexikó                                        | Mexikó           | Mexikó   | Mexikó              | Mexikó                          | Mexikó | Mexikó  |
| #      | Dátum                | Helyszín                                      | Hazai            | Eredmény | Vendég              | Kiírás                          | Gólok  | Esemény |
| ------ | -------------------- | --------------------------------------------- | ---------------- | -------- | ------------------- | ------------------------------- | ------ | ------- |
| 1.     | 2012. január 25.     | Houston, Reliant Stadium                      | Mexikó           | 3 – 1    | Venezuela           | barátságos                      | 0      |         |
| 2.     | 2012. szeptember 7.  | San José, Estadio Nacional de Costa Rica      | Costa Rica       | 0 – 2    | Mexikó              | vb-selejtező                    | 0      | 76'     |
| 3.     | 2012. szeptember 11. | Mexikóváros, Estadio Azteca                   | Mexikó           | 1 – 0    | Costa Rica          | vb-selejtező                    | 0      | 62'     |
| 4.     | 2013. január 30.     | Glendale, University of Phoenix Stadium       | Mexikó           | 1 – 1    | Dánia               | barátságos                      | 1      | 45' 67' |
| 5.     | 2013. február 6.     | Mexikóváros, Estadio Azteca                   | Mexikó           | 0 – 0    | Jamaica             | vb-selejtező                    | 0      | 78'     |
| 6.     | 2013. július 7.      | Pasadena, Rose Bowl                           | Mexikó           | 1 – 2    | Panama              | CONCACAF-aranykupa, csoportkör  | 1      | 45'     |
| 7.     | 2013. július 11.     | Seattle, CenturyLink Field                    | Mexikó           | 2 – 0    | Kanada              | CONCACAF-aranykupa, csoportkör  | 1      | 56' 77' |
| 8.     | 2013. július 14.     | Denver, Sports Authority Field                | Martinique       | 1 – 3    | Mexikó              | CONCACAF-aranykupa, csoportkör  | 1      | 20' 88' |
| 9.     | 2013. július 20.     | Atlanta, Georgia Dome                         | Mexikó           | 1 – 0    | Trinidad és Tobago  | CONCACAF-aranykupa, negyeddöntő | 0      |         |
| 10.    | 2013. július 24.     | Arlington, Cowboys Stadium                    | Panama           | 2 – 1    | Mexikó              | CONCACAF-aranykupa, elődöntő    | 0      |         |
| 11.    | 2013. augusztus 14.  | New York, MetLife Stadium                     | Mexikó           | 4 – 1    | Elefántcsontpart    | barátságos                      | 0      | 76'     |
| 12.    | 2014. április 2.     | Glendale, University of Phoenix Stadium       | Egyesült Államok | 2 – 2    | Mexikó              | barátságos                      | 0      |         |
| 13.    | 2014. május 28.      | Mexikóváros, Estadio Azteca                   | Mexikó           | 3 – 0    | Izrael              | barátságos                      | 1      | 85'     |
| 14.    | 2014. május 31.      | Arlington, AT&T Stadion                       | Mexikó           | 3 – 1    | Ecuador             | barátságos                      | 1      | 41' 68' |
| 15.    | 2014. június 3.      | Chicago, Soldier Field                        | Mexikó           | 0 – 1    | Bosznia-Hercegovina | barátságos                      | 0      | 80'     |
| 16.    | 2014. június 6.      | Foxborough, Gillette Stadion                  | Mexikó           | 0 – 1    | Portugália          | barátságos                      | 0      | 77'     |
| 17.    | 2014. június 13.     | Natal, Arena das Dunas                        | Mexikó           | 1 – 0    | Kamerun             | vb-csoportkör                   | 0      | 68'     |
| 18.    | 2014. június 17.     | Fortaleza, Estádio Castelão                   | Brazília         | 0 – 0    | Mexikó              | vb-csoportkör                   | 0      | 76'     |
| 19.    | 2014. június 23.     | Recife, Arena Pernambuco                      | Horvátország     | 1 – 3    | Mexikó              | vb-csoportkör                   | 0      | 84'     |
| 20.    | 2014. szeptember 6.  | Santa Clara, Levi’s Stadion                   | Mexikó           | 0 – 0    | Chile               | barátságos                      | 0      | 79' 89' |
| 21.    | 2014. szeptember 9.  | Commerce City, Dick's Sporting Goods Park     | Mexikó           | 1 – 0    | Bolívia             | barátságos                      | 0      | 68'     |
| 22.    | 2014. október 9.     | Tuxtla Gutiérrez, Estadio Víctor Manuel Reyna | Mexikó           | 2 – 0    | Honduras            | barátságos                      | 0      | 77'     |
| 23.    | 2014. október 12.    | Santiago de Querétaro, Estadio Corregidora    | Mexikó           | 1 – 0    | Panama              | barátságos                      | 0      | 34' 80' |
| 24.    | 2015. május 30.      | Tuxtla Gutiérrez, Estadio Víctor Manuel Reyna | Mexikó           | 3 – 0    | Guatemala           | barátságos                      | 0      | 50'     |
| 25.    | 2015. június 3.      | Lima, Estadio Nacional                        | Peru             | 1 – 1    | Mexikó              | barátságos                      | 0      | 65'     |
| 26.    | 2015. június 7.      | São Paulo, Allianz Parque                     | Brazília         | 2 – 0    | Mexikó              | barátságos                      | 0      | 46'     |
| 27.    | 2015. június 19.     | Rancagua, Estadio El Teniente                 | Mexikó           | 1 – 2    | Ecuador             | Copa América, csoportkör        | 0      | 52' 53' |
| 28.    | 2016. március 25.    | Vancouver, BC Place Stadion                   | Kanada           | 0 – 3    | Mexikó              | vb-selejtező                    | 0      | 60'     |
| 29.    | 2016. március 29.    | Mexikóváros, Estadio Azteca                   | Mexikó           | 2 – 0    | Kanada              | vb-selejtező                    | 0      |         |
| 30.    | 2016. október 8.     | Nashville, Nissan Stadium                     | Mexikó           | 2 – 1    | Új-Zéland           | barátságos                      | 1      | 56' 73' |
| 31.    | 2016. november 15.   | Panamaváros, Estadio Rommel Fernández         | Panama           | 0 – 0    | Mexikó              | vb-selejtező                    | 0      |         |
| 32.    | 2017. június 11.     | Mexikóváros, Estadio Azteca                   | Mexikó           | 1 – 1    | Egyesült Államok    | vb-selejtező                    | 0      | 53'     |
| 33.    | 2017. június 21.     | Szocsi, Fist Olimpiai Stadion                 | Mexikó           | 2 – 1    | Új-Zéland           | konföderációs kupa, csoportkör  | 0      |         |
| 34.    | 2017. június 29.     | Szocsi, Fist Olimpiai Stadion                 | Németország      | 4 – 1    | Mexikó              | konföderációs kupa, elődöntő    | 1      | 63' 89' |
| 35.    | 2017. július 2.      | Moszkva, Otkrityije Aréna                     | Portugália       | 2 – 1    | Mexikó              | konföderációs kupa, 3. helyért  | 0      | 105'    |
| 36.    | 2018. március 23.    | Santa Clara, Levi’s Stadion                   | Mexikó           | 3 – 0    | Izland              | barátságos                      | 1      | 37' 76' |
| 37.    | 2018. május 28.      | Pasadena, Rose Bowl                           | Mexikó           | 0 – 0    | Wales               | barátságos                      | 0      | 74'     |
| 38.    | 2018. június 2.      | Mexikóváros, Estadio Azteca                   | Mexikó           | 1 – 0    | Skócia              | barátságos                      | 0      | 58'     |
| 39.    | 2018. június 9.      | Brøndby, Brøndby Stadion                      | Dánia            | 2 – 0    | Mexikó              | barátságos                      | 0      | 46'     |
| 40.    | 2018. június 27.     | Jekatyerinburg, Központi stadion              | Mexikó           | 0 – 3    | Svédország          | vb-csoportkör                   | 0      | 65'     |
| 41.    | 2018. október 16.    | Santiago de Querétaro, Estadio Corregidora    | Mexikó           | 0 – 1    | Chile               | barátságos                      | 0      | 58' 62' |
| 42.    | 2018. november 16.   | Córdoba, Mario Alberto Kempes Stadion         | Argentína        | 2 – 0    | Mexikó              | barátságos                      | 0      | 19' 46' |
| 43.    | 2019. szeptember 10. | San Antonio, Alamodome                        | Mexikó           | 0 – 4    | Argentína           | barátságos                      | 0      | 63'     |
|        | Összesen             |                                               |                  | 43       | mérkőzés            |                                 | 9      | gól     |

## Sikerei, díjai
Guadalajara
- InterLiga (1): 2009

Cruz Azul
- CONCACAF-bajnokok ligája (1): 2013–14

Mexikó
- CONCACAF-aranykupa (1): 2011
- Olimpiai bajnok (1): London, 2012